# Salsa (xốt)
Salsa là một loại xốt trong ẩm thực Mexico, được biết đến với tên salsa fresca, salsa cay hay salsa picante, được dùng để chấm. Nguyên liệu chính của salsa thường là cà chua, và có thêm hành tây, ớt và cây gia vị. Salsa đặc trưng có vị cay, từ cay vừa đến rất cay. Mặc dù có nhiều món gọi là salsa trong tiếng Tây Ban Nha, nhưng trong tiếng Anh thì thường đề cập đến loại xốt tuơi hoặc hơi tươi, được dùng để chấm.

## Phát âm và nguồn gốc tên gọi
Từ tiếng Anh salsa đến từ tiếng Tây Ban Nha salsa (xốt), được mượn từ tiếng Latinh salsus (mặn). Tiếng Tây Ban Nha được phát âm là /ˈsalsa/. Trong tiếng Anh-Anh được phát âm là /ˈsɑːlsə/, còn Anh-Mỹ là /ˈsælsə/.

## Chủng loại

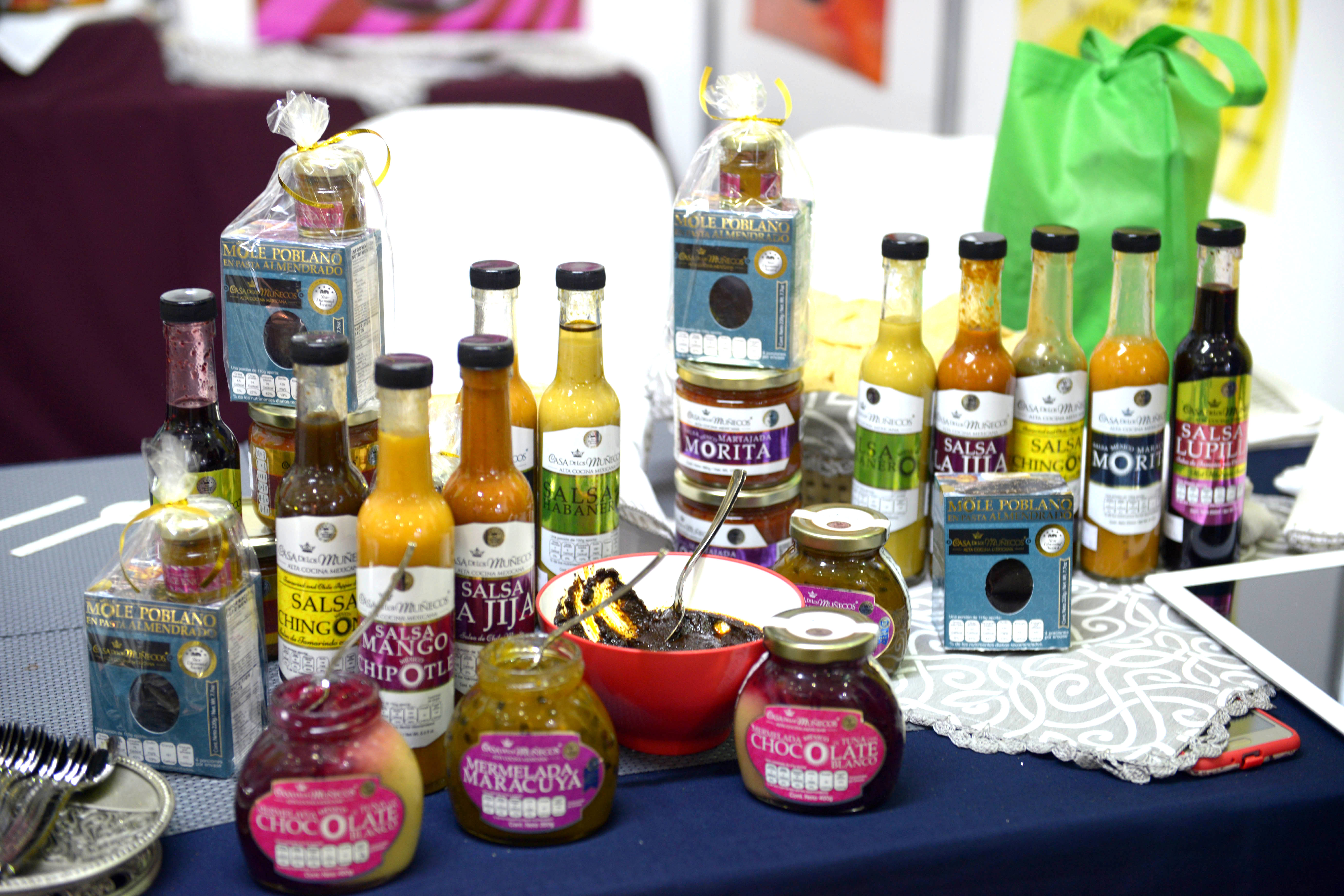
Nhiều loại salsa của Mêhicô, trong đó có moles.

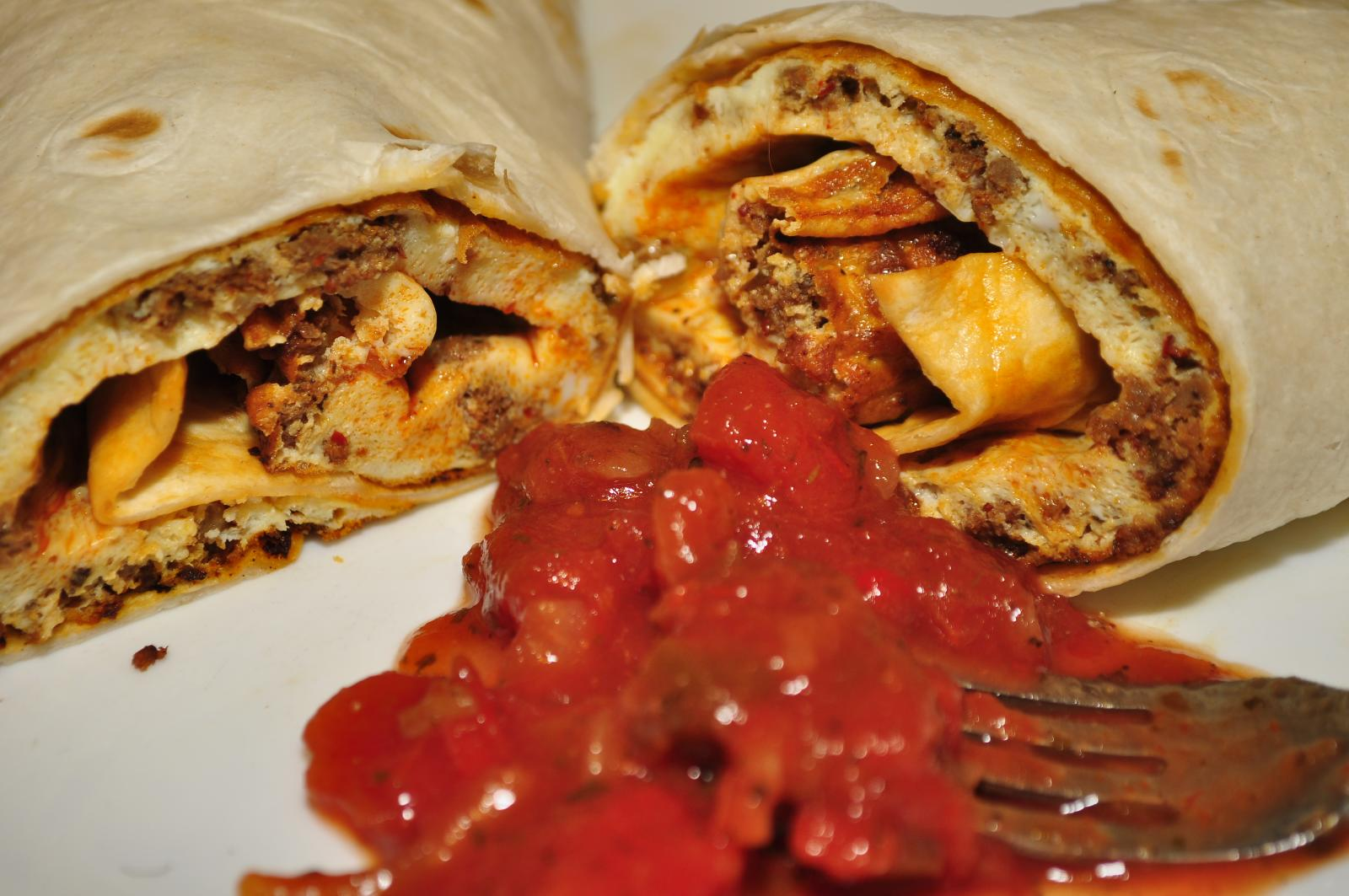
Món burrito xúc xích chorizo và trứng với salsa

Salsa Mexico được làm truyền thống bằng molcajete - một vật dụng giống như chày và cối, mặc dù hiện nay máy xay sinh tố thường được dùng hơn. Các loại salsa nổi tiếng như:
- Salsa roja (xốt màu đỏ), một loại gia vị trong ẩm thực Mêhicô và Tây Nam Hoa Kỳ, thường dùng cà chua, ớt, hành tây, tỏi, rau mùi.
- Pico de gallo (mỏ gà trống), hay salsa fresca (xốt tuơi), salsa picada (xốt băm), salsa mexicana (xốt México), được làm từ cà chua, nước chanh, ớt, hành tây, rau mùi, các nguyên liệu khác.
- Salsa cruda (xốt tuơi) là hỗn hợp của cà chua thái nhỏ, hành tây, ớt jalapeño, rau mùi.[1]
- Salsa verde (xốt xanh) được làm từ cà chua tomatillo, được nấu chín.
- Salsa negra (xốt đen) được làm từ ớt khô, dầu và tỏi.
- Salsa taquera (xốt taco) làm từ cà chua tomatillo và ớt morita. Ở Mỹ thường được làm bằng xốt cà chua, giấm và ớt.
- Salsa criolla được làm bằng hành tây và các nguyên liệu khác.
- Salsa ranchera (xốt ranch) làm bằng cà chua nướng, các loại ớt, gia vị. Xốt này đặc và sệt.
- Salsa bơ được làm từ bơ, chanh, rau mùi, ớt jalapeño, tỏi, hạt thì là, dầu ôliu và muối.
- Salsa xoài có vị ngọt và cay, được làm từ xoài. Dùng ăn kèm với nacho, gà hay cá nướng.
- Salsa dứa có vị cay và ngọt, làm từ dứa, thường để thay thế salsa xoài.
- Chipotle salsa thơm mùi khói và cay, được làm từ ớt jalapeño nướng, cà chua, tỏi và gia vị.
- Habanero salsa có vị rất cay, nhờ độ cay từ ớt habanero.
- Salsa ngô gồm có ngô và hành, ớt,...
- Salsa cà rốt chủ yếu làm từ cà rốt.

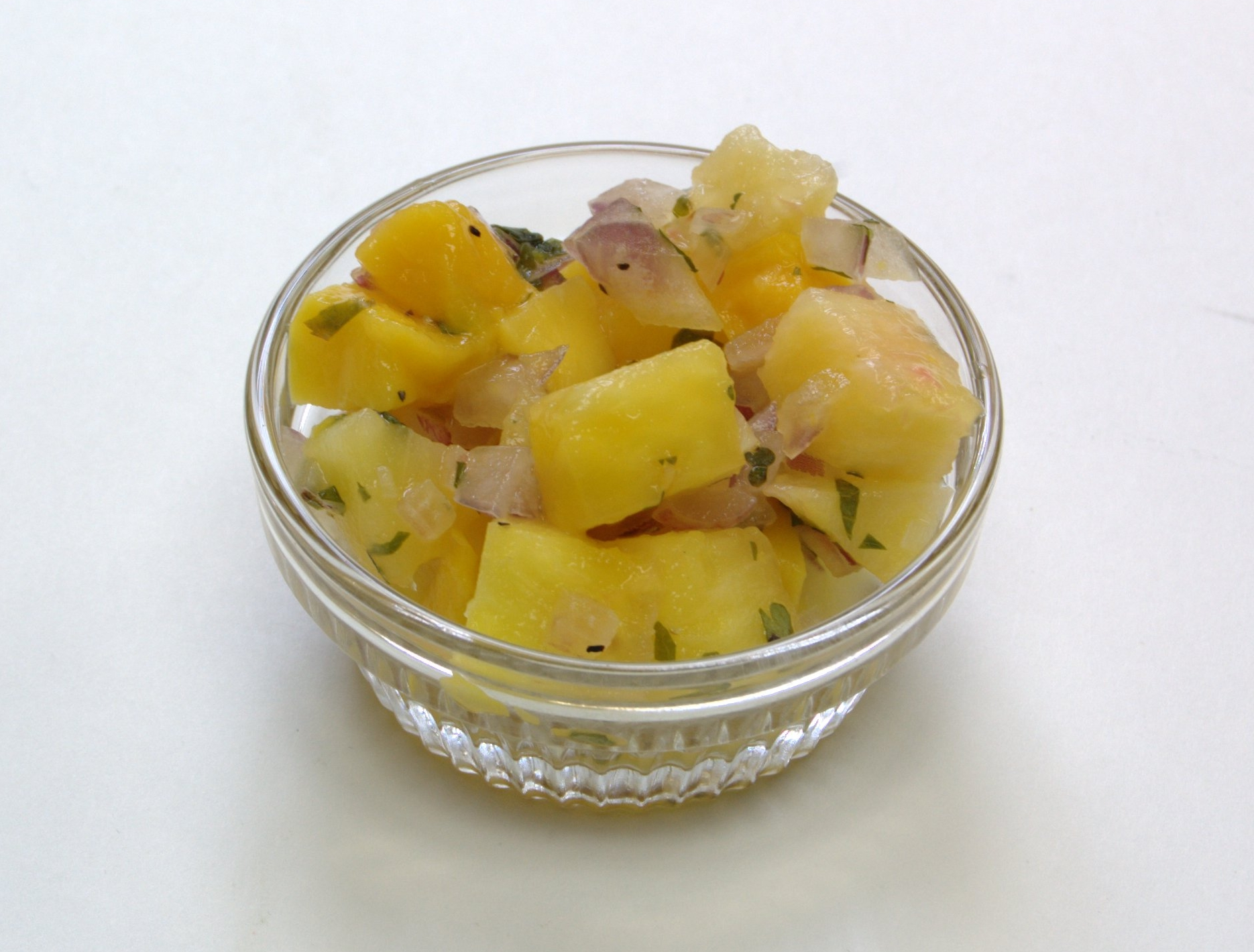
Salsa xoài và dứa, có thêm jalapeno hành tím và rau mui

Còn có nhiều loại salsa khác như truyền thống hay nouveau (mới) được làm từ bạc hà, dứa hay xoài.